# USS Ernest G. Small (DD-838)
USS Ernest G. Small (DD-838/DDR-838) là một tàu khu trục lớp Gearing được Hải quân Hoa Kỳ chế tạo vào giai đoạn cuối Chiến tranh Thế giới thứ hai. Nó là chiếc tàu chiến duy nhất của Hải quân Mỹ được đặt theo tên Chuẩn đô đốc Ernest G. Small (1888–1944), người đã chỉ huy tàu tuần dương hạng nặng USS Salt Lake City (CA-25) trong trận chiến mũi Esperance và được trao tặng Huân chương Chữ thập Hải quân. Hoàn tất khi chiến tranh đã kết thúc, con tàu tiếp tục phục vụ trong giai đoạn Chiến tranh Lạnh, Chiến tranh Triều Tiên và Chiến tranh Việt Nam cho đến năm 1970. Nó được chuyển cho Đài Loan và tiếp tục phục vụ cùng Hải quân Trung Hoa dân quốc như là chiếc ROCS Fu Yang (DD-7/DDG-907) cho đến năm 1999. Nó bị đánh chìm như một mục tiêu năm 2003. Ernest G. Small được tặng thưởng bốn Ngôi sao Chiến trận do thành tích phục vụ trong Chiến tranh Triều Tiên.

## Thiết kế và chế tạo
Ernest G. Small được đặt lườn tại xưởng tàu của hãng Bath Iron Works Co. ở Bath, Maine vào ngày 30 tháng 1 năm 1945. Nó được hạ thủy vào ngày 14 tháng 6 năm 1945; được đỡ đầu bởi bà Ernest G. Small, vợ góa đô đốc Small, và nhập biên chế vào ngày 21 tháng 8 năm 1945 dưới quyền chỉ huy của Hạm trưởng, Trung tá Hải quân T. D. McGrath.

## Lịch sử hoạt động

### 1945 - 1949
Sau khi hoàn tất chuyến đi chạy thử máy huấn luyện tại khu vực vịnh Guantánamo, Cuba, Ernest G. Small cùng tàu khu trục Power (DD-839) lên đường vào ngày 11 tháng 1 năm 1946 để hướng sang Gibraltar, nơi nó tiếp tục hành trình đi Naples. Nó cùng Power và tàu tuần dương hạng nhẹ Providence (CL-82) tiến hành một loạt các cuộc tuần tra trong Địa Trung Hải cho đến ngày 7 tháng 3, rồi tiếp tục các hoạt động này một cách độc lập cho đến ngày 7 tháng 8, khi nó lên đường quay trở về Hoa Kỳ.
Sau một giai đoạn bảo trì trong xưởng tàu, Ernest G. Small trình diện để phục vụ cùng Tư lệnh Tàu ngầm Hạm đội Đại Tây Dương, và hoạt động từ Căn cứ Tàu ngầm tại New London, Connecticut cho đến ngày 14 tháng 12, khi nó được đại tu tại Xưởng hải quân Boston, Boston, Massachusetts. Trong một cơn mưu bão vào ngày 3 tháng 4 năm 1947, nó bị mắc cạn đang khi thả neo ngoài khơi đảo Block, Rhode Island, nhưng nổi trở lại được nhờ sự trợ giúp của hai tàu kéo, và phải quay trở lại Boston để sửa chữa.
Ernest G. Small lên đường đi Norfolk, Virginia vào ngày 12 tháng 6, rồi tham gia các cuộc tập trận hạm đội ngoài khơi Virginia Capes. Nó lên đường sang vùng biển Caribe vào ngày 6 tháng 8, ghé qua vịnh Guantánamo và Trinidad trước khi gặp gỡ Lực lượng Đặc nhiệm 84, rồi tiếp tục đi đến Rio de Janeiro, Brazil. Tại đây vào ngày 7 tháng 9, soái hạm Missouri (BB-63) đã đón lên tàu Tổng thống Harry S. Truman cùng gia đình cho hành trình quay trở về Hoa Kỳ.
Từ ngày 9 tháng 2 đến ngày 10 tháng 4 năm 1948, Ernest G. Small lại có một chuyến đi đến vùng biển Caribe. Nó lên đường vào ngày 7 tháng 6 cho một chuyến đi thực tập học viên sĩ quan sang vùng biển Địa Trung Hải, viếng thăm các cảng Lisbon, Genoa và Casablanca trước khi quay trở về Norfolk vào ngày 21 tháng 7. Lượt hoạt động thứ ba tại Địa Trung Hải bắt đầu từ ngày 30 tháng 8 năm 1948 và kết thúc vào ngày 23 tháng 1 năm 1949. Trong thời gian còn lại của năm 1949, nó hoạt động tại vùng biển Caribe và dọc theo bờ biển Đại Tây Dương.

### Chiến tranh Triều Tiên 1950 - 1951
Một chuyến đi khác tại Địa Trung Hải được Ernest G. Small thực hiện từ tháng 1 đến tháng 5 năm 1950. Tuy nhiên, do việc quân đội Bắc Triều Tiên bất ngờ vượt vĩ tuyến 38 tấn công xuống lãnh thổ Nam Triều Tiên vào ngày 25 tháng 6, khiến Chiến tranh Triều Tiên bùng nổ, chiếc tàu khu trục được cấp tốc phái sang Viễn Đông để tăng cường cho Đệ Thất hạm đội. Nó băng qua kênh đào Panama vào ngày 29 tháng 6, và sau khi đi đến vùng chiến sự, nó đã hoạt động hộ tống bảo vệ cho các tàu sân bay, tham gia bắn phá bờ biển và tuần tra tại eo biển Đài Loan. Con tàu đã tham gia cuộc đổ bộ lên Inchon vào tháng 9 và tại Wonsan vào tháng 10; sau đó nó giúp vào việc triệt thoái Quân đoàn X khỏi Hŭngnam và Inchon trong tháng 12.

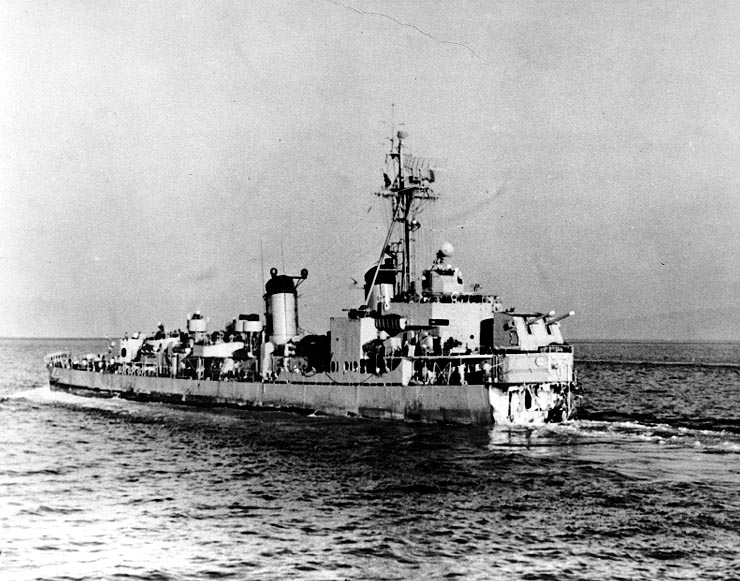
Ernest G. Small đang đi lùi sau khi bị mất mũi tàu, đang khi rút lui về Kure, Nhật Bản.

Sau một giai đoạn ngắn quay trở về Hoa Kỳ để đại tu tại San Diego, California vào đầu năm 1951, Ernest G. Small lại lên đường cho lượt phục vụ thứ hai tại Triều Tiên, bảo vệ cho tàu sân bay hộ tống Rendova (CVE-114). Nó tham gia các hoạt động bắn phá bờ biển tại khu vực Hungnam cho đến ngày 7 tháng 10, khi nó trúng phải một quả thủy lôi, khiến hư hại nặng phần mũi tàu, khiến chín thành viên thủy thủ đoàn tử trận và 18 người khác bị thương; biển động nặng đã khiến phần mũi tàu bị tách rời và đắm bốn ngày sau đó. Do các vách ngăn kín nước không thể chịu đựng áp lực nước khi di chuyển, con tàu đã phải chạy lùi với sự trợ giúp của một tàu kéo với vận tốc 6 kn (11 km/h) trong suốt quãng đường 300 nmi (560 km) quay trở về Nhật Bản. Nó được gắn một mũi tàu giả trước khi lên đường quay trở về Hoa Kỳ để sửa chữa toàn diện, và về đến Xưởng hải quân Long Beach vào ngày 18 tháng 12. Con tàu được cho xuất biên chế tạm thời vào ngày 15 tháng 1, 1952 để sửa chữa, và phần mũi của chiếc Seymour D. Owens (DD-767) chưa hoàn tất đã được gắn cho nó. Đang khi ở trong xưởng tàu nó cũng được cải biến thành một tàu khu trục cột mốc radar.

### 1952 - 1960
Ernest G. Small được xếp lại lớp với ký hiệu lườn mới DDR-838 vào ngày 18 tháng 7, 1952  và nhập biên chế trở lại vào ngày 2 tháng 12, 1952. Nó hoạt động huấn luyện tại khu vực ngoài khơi bờ biển California trước khi lên đường cho lượt phục vụ đầu tiên trong thời bình tại Viễn Đông từ ngày 11 tháng 7, 1953 đến ngày 29 tháng 1, 1954. Được phân công hoạt động cùng Lực lượng Đặc nhiệm 77, nó phục vụ cùng lực lượng phong tỏa và hộ tống tại khu vực Đài Loan.
Sau một giai đoạn đại tu, Ernest G. Small lại cùng Hải đội Khu trục 13 khởi hành vào ngày 10 tháng 8, 1954 để hoạt động tuần tra tại eo biển Đài Loan, và sau đó đảm trách vai trò phòng thủ trong đội đặc nhiệm tàu sân bay thuộc Đệ Thất hạm đội khi tiến hành triệt thoái lực lượng Trung Hoa dân quốc khỏi quần đảo Đại Trần vào tháng 2, 1955. Con tàu quay trở về Long Beach vào đầu tháng 3, nơi nó hoạt động cùng Đội đặc nhiệm 7.3 trong Chiến dịch Wigwam, một vụ thử nghiệm bom nguyên tử ngầm dưới nước ngoài khơi San Diego, California từ ngày 2 đến ngày 20 tháng 5. Con tàu tiếp tục phục vụ cùng Đệ Thất hạm đội trong thời gian tiếp theo.
Ernest G. Small lại có một lượt hoạt động khác tại Tây Thái Bình Dương từ ngày 1 tháng 11, 1956 đến ngày 28 tháng 4, 1957; chuyến đi này bao gồm việc viếng thăm các cảng Kodiak, Alaska, Singapore và Brisbane, Australia. Nó quay về vùng bờ Tây và tiến hành những hoạt động huấn luyện và sửa chữa thường lệ cho đến khi bắt đầu một lượt hoạt động mới tại Viễn Đông vào tháng 1, 1958. Trong thành phần Đội khu trục 132, nó đã tham gia cuộc Tập trận "Ocean Link" giữa các nước thành viên Khối SEATO.
Vào tháng 3, 1959, đang trong lượt phái đi phục vụ hàng năm tại Viễn Đông, Ernest G. Small được phân công phối hợp cùng Không quân Hoa Kỳ trợ giúp vào chương trình vệ tinh trinh sát chiến lược Discoverer. Cho đến tháng 7, nó đã tham gia vào việc thử nghiệm thu hồi vệ tinh, song song với các cuộc tập trận khác. Khi quay trở về Hoa Kỳ, nó được bảo trì và tiến hành các hoạt động huấn luyện tại chỗ.
Ernest G. Small lại được biệt phái sang phục vụ tại khu vực Tây Thái Bình Dương cùng với Đội khu trục 131 vào ngày 17 tháng 5, 1960. Vai trò chủ yếu của nó là hộ tống và canh phòng máy bay cho các tàu sân bay Ticonderoga (CVA-14) và Coral Sea (CVA-43). Con tàu quay trở về Long Beach vào ngày 16 tháng 11, rồi đi đến Xưởng hải quân San Francisco vào ngày 29 tháng 12, nơi nó được đại tu và nâng cấp trong khuôn khổ Chương trình Hồi sinh và Hiện đại hóa Hạm đội (FRAM: Fleet Rehabilitation and Modernization); công việc hoàn tất vào tháng 8, 1961.

### 1961 - 1970
Trong một thập niên tiếp theo sau, Ernest G. Small tổng cộng đã bảy lần được phái sang hoạt động tại khu vực Tây Thái Bình Dương, trong đó có đến sáu lần trực tiếp tham gia vào cuộc Chiến tranh Việt Nam:
- Từ tháng 5 đến tháng 12, 1962, hoạt động tại Viễn Đông
- Từ tháng 10 đến tháng 12, 1964, hoạt động tại Việt Nam
- Từ tháng 12, 1965 đến tháng 5, 1966, hoạt động tại Việt Nam
- Từ tháng 3 đến tháng 11, 1967, hoạt động tại Việt Nam
- Từ tháng 1 đến tháng 4, 1968, hoạt động tại Việt Nam
- Từ tháng 9, 1968 đến tháng 3, 1969, hoạt động tại Việt Nam[3]

Ernest G. Small được xếp lại lớp và quay trở lại ký hiệu lườn cũ DD-838 vào ngày 1 tháng 1, 1969. Trong tháng 4 và tháng 5, 1969, nó được phái sang vùng biển Triều Tiên trong một phản ứng của Hải quân Hoa Kỳ, sau khi một máy bay trinh sát Lockheed EC-121 bị máy bay tiêm kích Bắc Triều Tiên bắn rơi trên biển Nhật Bản. Nó được phái sang Việt Nam lần cuối cùng từ tháng 3 đến tháng 8, 1970.

### ROCSFu Yang(DD-7)
Ernest G. Small được cho rút khỏi danh sách Đăng bạ Hải quân vào ngày 13 tháng 11, 1970, và được chuyển giao cho Đài Loan vào ngày 13 tháng 4, 1971. Nó tiếp tục phục vụ cùng Hải quân Trung Hoa dân quốc như là chiếc ROCS Fu Yang (DD-7). Con tàu ngừng hoạt động vào tháng 12, 1999; và sau đó bị đánh chìm như một mục tiêu vào ngày 8 tháng 10, 2003.

## Phần thưởng
Ernest G. Small được tặng thưởng bốn Ngôi sao Chiến trận do thành tích phục vụ trong Chiến tranh Triều Tiên.